# Lojkania hungarica
Lojkania hungarica är en svampart som beskrevs av Rehm 1905. Lojkania hungarica ingår i släktet Lojkania och familjen Fenestellaceae.   Inga underarter finns listade i Catalogue of Life.